# Musikhandledare
En musikhandledare är en person som arbetar pedagogiskt med musikskapande i olika grupper, ofta på olika institutioner, till exempel inom förskolor, sjukvård, omsorg eller kriminalvård, liksom inom studieförbund eller kulturskolan.  Musikhandledaryrket utgår alltså från en grupp, där man använder musiken inte bara för dess egen skull utan också med en social inriktning på gemensam kreativitet. Icke att förväxla med yrket som musikterapeut, som arbetar utefter ett hälsoperspektiv. Yrket ska heller inte förväxlas med musikläraryrket.
Musikhandledarutbildningen startade 1976 på Härnösands folkhögskola på initiativ av Jonas Röjås.  Utbildningen lades ned efter läsåret 2015/16 på grund av vikande söktryck under flera år, medan musikhandledarna fortsätter att verka som etablerad grupp i samhället.